# Константинович, Александр Петрович
Алекса́ндр Петро́вич Константино́вич (25 августа 1832, Полтавская губерния — 12 сентября 1903) — русский государственный деятель, генерал-лейтенант, Тургайский и Бессарабский губернатор.

## Биография
Из дворян Полтавской губернии.
Окончил курс в Михайловском артиллерийском училище и 7 августа 1851 года произведен в прапорщики, зачислен по полевой пешей артиллерии и оставлен в офицерском классе, по окончании которого он назначен репетитором математики в неранжированный Владимирский Киевский кадетский корпус. С 1860 года учитель 3-го рода по предмету артиллерии в том же корпусе. С 1863 года — учитель математики, с 1865 года — воспитатель во Владимирской киевской военной гимназии.
В 1867 году прикомандирован к штабу местных войск Петербургского военного округа. В 1868 году назначен заведывающим учебным артиллерийским полигоном Рижского военного округа, с зачислением по гвардейской конной артиллерии. В 1873 году за отличие в делах с неприятелем во время Хивинского похода награждён орденом Святого Владимира 3 степени с мечами и золотой саблей с надписью «За храбрость». В 1878 году назначен Тургайским военным губернатором и командующим войсками в области. Организатор строительства современного города Костанай. 30 июля 1883 года назначен Бессарабским губернатором.
Похоронен в семейном склепе в кишинёвском предместье Рышкановка вместе с женой.

## Семья
В 1857 году женился на Софье (1840 — 20.08.1896), дочери капитана Антона Ильяшенко. Как писал в 1935 году в своих воспоминаниях племянник Константиновича — знаменитый академик В. И. Вернадский, — это была «полная, громко говорящая брюнетка, перед которой дядя явно пасовал». Потомки А. П. Константиновича живут в четырёх странах: России, Украине, Белоруссии и США. Его сын Константин (1869—1924) умер под Москвой, до революции был высокопоставленным чиновником, владел имением отца, был женат на внучатой племяннице А. С. Пушкина — Вере Анатольевне. Также имел сына Михаила и дочь Ольгу. 